# آکای تاداایه
آکای تاداایه (به ژاپنی: 赤井忠家) سامورایی و هاتاموتو دوره سن‌گوکو و دوره ادو اهل ولایت تانبا بود. وی در ماه سوم از سال ۱۵۷۰ ابتدا با وساطت هاشیبا هیده‌یوشی توسط اودا نوبوناگا حق مالکیتش تضمین شد. اما بعد از آن در ولایت تانبا همراه با خاندان هاتونو بر ضد نوبوناگا شورش کرد. عموی او آکای نائوماسا به دلیل دفاع از قلعه کوروی در ولایت تانبا شناخته شده‌است. در حین محاصره، وی به دلیل بیماری درگذشت و مسئولیت دفاع از قلعه به برادرزاده اش، تاداایه سپرده شد.

نوبوناگا ملازم و افسر ارشدش آکچی میتسوهیده را جهت حمله و تصرف به ولایت تانبا فرستاد. در ماه چهارم سال ۱۵۷۹ قلعه اصلی وی قلعه کوروی سقوط کرد و تاداایه به سمت ولایت توتومی فرار کرد.